# Jacek Płuciennik
Jacek Stanisław Płuciennik (ur. 25 lipca 1970 w Łodzi, zm. 3 września 1998 w Gryźlinach) – polski piłkarz występujący na pozycji napastnika.
Płuciennik swą piłkarską karierę rozpoczął w LZS Gałkówek. Zanim zadebiutował w polskiej ekstraklasie, występował jeszcze w Borucie Zgierz. W 1992 roku zainteresowali się nim działacze ŁKS Łódź. Już w pierwszym sezonie w łódzkim klubie zdołał się przebić do wyjściowego składu I-ligowca. W ciągu trzech lat gry w ŁKS-ie rozegrał 95 spotkań w ekstraklasie, w których zdobył 19 bramek.
W 1995 Płuciennik zdecydował się na przeprowadzkę do Olsztyna i podjęcie gry w miejscowym Stomilu. Tam też regularnie występował w pierwszej jedenastce. Do końca sezonu 1997/1998 rozegrał w olsztyńskim zespole 87 meczów I-ligowych, w których dziesięciokrotnie zdołał umieścić piłkę w bramce rywali.
Jacek Płuciennik czterokrotnie wystąpił w reprezentacji Polski. Zadebiutował w 1994 roku w meczu przeciwko Węgrom wygranym przez Polskę 3:2. Koszulkę z orłem na piersi po raz ostatni założył w 1997 roku. Wtedy to rywalem Polaków była reprezentacja Czech. Mecz zakończył się porażką biało-czerwonych 1:2.
W 1998 roku powrócił do ŁKS-u. Przed śmiercią zdołał rozegrać jeszcze dwa I-ligowe spotkania w barwach łódzkiego klubu. Zginął 3 września 1998 r. w wypadku samochodowym w podolsztyńskich Gryźlinach. Wracał wówczas z ligowego meczu pomiędzy Stomilem a ŁKS-em. Spoczywa na cmentarzu na Zarzewie w Łodzi.